# Microcanus minor
Microcanus minor là một loài bọ cánh cứng trong họ Cerambycidae.